# グレンコー (イリノイ州)
グレンコー（Glencoe）は、アメリカ合衆国イリノイ州のクック郡にある村。人口は8,849人（2020年）。シカゴの北35キロメートルにある高級住宅街である。村の条例により都市再開発を規制しているため、商業地は駅前商店街だけで緑豊かな住宅地が広がっている。

## 歴史
1869年に村として法人化した。自治体の設立は鉄道の開通に合わせて行われ、鉄道会社が街造りを主導した。シカゴの上流階級向けに住宅地を分譲したが、人口の増加は非常にゆっくりしたものだった。
1900年代に入るとシカゴの公害を逃れて郊外に移住する市民が増え、村の建設は最盛期を迎えた。移住者の大半は富裕層だったため、著名な建築家に設計を依頼した建物が少なくなかった。
村にはフランク・ロイド・ライト設計の家が6つある。また、ミノル・ヤマサキ設計のシナゴーグがある。

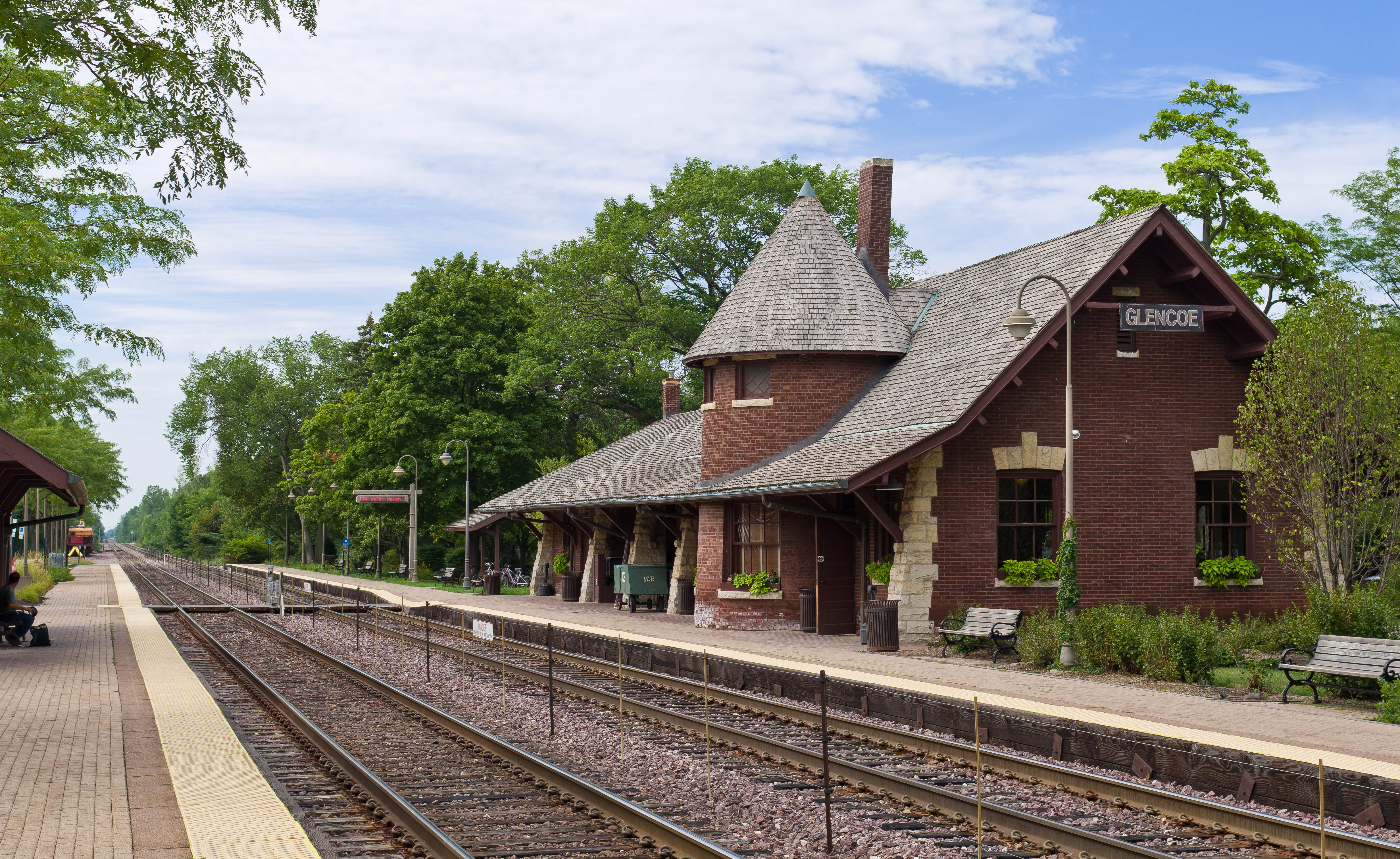
メトラ グレンコー駅